# إليزابيث أولدفيلد
إليزابيث أولدفيلد (بالإنجليزية: Elizabeth Oldfield)‏ هي كاتِبة بريطانية، ولدت في القرن العشرين.